# Docosia fumosa
Docosia fumosa (лат.) — вид грибных комаров рода Docosia (Mycetophilidae). Европа.

## Описание
Мелкие грибные комары. Отличается от близких видов следующими признаками: тазики желтовато-коричневые, крылья слегка затемнённые; заднее бедро полностью чёрное или темно-коричневое; жилка Sc голая и заканчивается на R; латеротергит опушенный. У сходного вида Docosia carbonaria все тазики и щупики чёрные.
Боковые оцеллии касаются фасеточных глаз. Жилка крыла R1 длиннее поперечной r-m.